# Naturschutzgebiet Alter Main bei Bergrheinfeld und Grafenrheinfeld
Das Naturschutzgebiet Alter Main bei Bergrheinfeld und Grafenrheinfeld ist ein Naturschutzgebiet an einem Altarm des Mains im Landkreis Schweinfurt. Das Schutzgebiet grenzt unmittelbar an das Gelände des Kernkraftwerks Grafenrheinfeld an.
Das Gebiet wurde von der Behörde am 1990 unter Schutz gestellt.